# Edouard Agneessens
Edouard Joseph Alexander Agneessens (Bruselas, 24 de agosto de 1842-Ukkel, 20 de agosto de 1885), fue un pintor belga.
En 1859, comenzó sus estudios de arte con el pintor orientalista Jean-Francois Portaels. En el año 1868, fue uno de los fundadores de la Sociedad Libre de Bellas Artes, asociación de artistas que se oponían al academicismo, impulsando el realismo y comenzando a introducir el vanguardismo.
Se trasladó a San Petersburgo, en donde se radicó por unos años, logrando una carrera exitosa. En la década de 1880, regresó a Bruselas con su salud mental y física muy deterioradas, lo que interrumpió su evolución artística y lo llevó a la muerte cinco años después.
La mayor parte de sus pinturas están realizadas en un realismo estilizado, con sólidas composiciones y un cuidadoso empleo del color.